# Johan Molin
Johan Molin (* 25. Oktober 1976 in Nacka) ist ein schwedischer Eishockeyspieler, der seit 2010 bei den Bajen Fans Hockey in der Division 3 unter Vertrag steht.

## Karriere
Johan Molin begann seine Karriere als Eishockeyspieler bei Hammarby IF, für dessen Profimannschaft er von 1993 bis 1997 in der damals noch zweitklassigen Division 1 aktiv war. Anschließend spielte der Angreifer drei Jahre lang für den VIK Västerås HK in der Elitserien, ehe er die Saison 2000/01 bei dessen Ligarivalen Brynäs IF verbrachte. Zur Saison 2001/02 ging er erstmals ins Ausland, wo er einen Vertrag bei den Ayr Scottish Eagles aus der britischen Ice Hockey Superleague erhielt. Für diese erzielte er in insgesamt 15 Spielen fünf Tore und gab weitere sieben Vorlagen. 
Die Saison 2002/03 absolvierte Molin beim HC Innsbruck in der Österreichischen Bundesliga. Dort konnte er vollends überzeugen und war mit seiner persönlichen Bestleistung von 35 Toren der beste Torjäger der gesamten Liga. Daraufhin wurden die DEG Metro Stars aus der Deutschen Eishockey Liga auf ihn aufmerksam, dort konnte er sich allerdings mit elf Punkten in 52 Spielen nicht durchsetzen, so dass sein Vertrag nicht verlängert wurde und er nach Schweden zurückkehrte. Für seinen Ex-Club Hammarby IF lief er in der zweitklassigen HockeyAllsvenskan auf. 
Zur Saison 2005/06 wurde Molin vom SHC Fassa aus der italienischen Serie A1 verpflichtet, ehe er vier Jahre lang in der Elite Ice Hockey League – zunächst eine Spielzeit für Manchester Phoenix und anschließend drei Spielzeiten für Nottingham Panthers – unter Vertrag stand. In seiner Zeit in Manchester wurde er 2007 in das Second All-Star Team der Liga gewählt. Mit Nottingham wurde er 2008 Challenge-Cup-Meister, ehe er in der Saison 2008/09 teamintern sowohl von seinen Mitspielern, als auch von den Fans seiner Mannschaft zum Spieler des Jahres Nottinghams gewählt wurde. Die Saison 2009/10 beendete der Schwede bei Sparta Sarpsborg in der norwegischen GET-ligaen, für das er in 16 Spielen zwei Tore und drei Vorlagen erzielte. Anschließend schloss er sich dem schwedischen Amateurclub Bajen Fans Hockey aus der fünftklassigen Division 3 an.

### International
Für Schweden nahm Molin an der Junioren-Weltmeisterschaft 1996 teil, bei der er mit seiner Mannschaft den zweiten Platz belegte.

## Erfolge und Auszeichnungen
- 1996 Silbermedaille bei der Junioren-Weltmeisterschaft
- 2003 Bester Torschütze der Österreichischen Bundesliga
- 2007 EIHL All-Star Second Team
- 2008 EIHL-Challenge-Cup-Meister
- 2009 Player's Player of the Year bei den Nottingham Panthers
- 2009 Supporter's Player of the Year bei den Nottingham Panthers

## Statistik
(Stand: Ende der Saison 2010/11)